# Sangiorgi-Bericht
Im Sangiorgi-Bericht (1898–1900) wurde die Mafiaorganisation Cosa Nostra erstmals umfänglich und detailliert beschrieben. Autor war der aus der Emilia-Romagna stammende Polizeichef von Palermo, Ermanno Sangiorgi, der den Bericht im Rahmen der Vorbereitungen zu einem Prozess verfasst hatte. Heute befindet sich der 485 Seiten lange Bericht im Archivio Centrale dello Stato in Rom. Der Bericht hatte keine weitreichende Folgen und geriet für lange Zeit in Vergessenheit. Heute gilt er als Quelle und wichtiges Dokument zur Geschichte der Mafia.

## Inhalt
Der Bericht beinhaltet u. a. ein Organigramm der Cosa Nostra in und um Palermo, nennt die Namen von Bossen, Unterbossen und Dutzenden weiterer Mitglieder und beschreibt die Aktivitäten der Mafia, wie bspw. die Schutzgelderpressung.